# Aristolochia tequilana
Aristolochia tequilana är en piprankeväxtart som beskrevs av S. Wats.. Aristolochia tequilana ingår i släktet piprankor, och familjen piprankeväxter. Inga underarter finns listade i Catalogue of Life.